# ピードモント・ブルース
ピードモント・ブルース（Piedmont blues、イースト・コースト・ブルースなどとも称される）はアメリカ合衆国東部アパラチア山脈南部の山麓部（ピードモント台地）発祥のブルースのスタイルである。ジョージア州北部からバージニア州北部に跨った地域である。これらの地域はディープサウスと比較しても白人と黒人の経済圏、文化圏が重なり合う部分が多く、その影響が音楽にも現れている。基本的にアコースティックで演奏され、ゴスペル、フィドル・チューン、カントリー、ラグタイムなどの要素が入り混じる。
ピードモント・ブルースを特徴づけるのは基本的にはギターのスタイルであり、親指で低音弦（ベース、リズム）を、人差し指その他の指で高音弦（シンコペーション・メロディー）を交互に弾くフィンガーピッキング奏法を特徴とする。そのサウンドは、ラグタイムあるいはストライド・ピアノにも類似するものである。ブルース研究家のピーター・B・ロウリーがこの呼称を生み出した。彼は民俗学者のブルース・バスティンと共同で発案したものだとしている。ピードモント・スタイルは、ラグタイムのリズムが基本になっているという点で、他のスタイル、特にミシシッピのデルタ・ブルースとは異なるものである。

## 起源

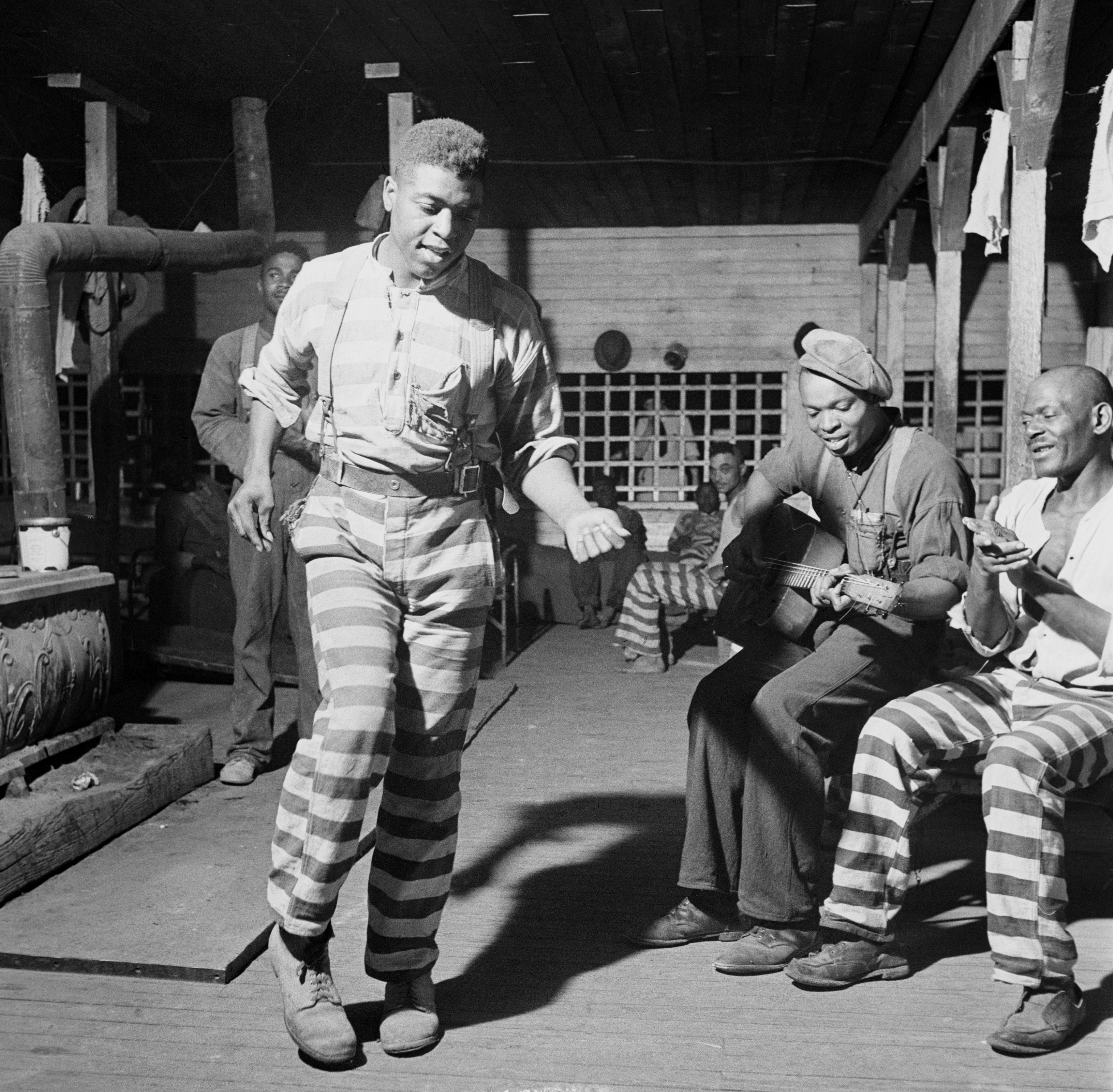
1941年、ジョージア州グリーン郡の受刑者収容所にて。ギターを弾くのはバディ・モス。他の人物については不明

ピードモント・スタイルの基礎となったものは、南部全域において一般的だったと思われる古い「フレイリング（frailing）」または「フラミング（framming）」と称されるギター・スタイルから始まり、「パーラー・ギター」のテクニックや、初期のバンジョー奏法、ストリング バンド、ラグタイム の要素も含まれていた。ピードモント特有の点は、ブラインド・ブレイクやレヴランド・ゲイリー・デイヴィスなどのギタリストの影響を受けたプレイヤーたちが、ラグタイムをベースとした古い技法を独特かつポピュラーな形でブルースに取り入れたことだった。

## 地理
ピードモント・ブルースは、アメリカ合衆国東海岸のピードモント台地の地域の名前から名づけられている。これはおおよそバージニア州リッチモンドからジョージア州アトランタに及ぶ地域である。ピードモント・ブルースのミュージシャンはこの地域を始め、メリーランド州、デラウェア州、ウェストバージニア州、ペンシルバニア州、そしてフロリダ州の北部、サウスカロライナ州の西部、ノースカロライナ州の中部、テネシー州の東部、ケンタッキー州、アラバマ州などから多く出ており、後になってボストン、ニューアーク、ニューヨークなど北東の都市部出身のミュージシャンも出るようになった。

## レコードのリリース
ブラインド・ブレイク、ジョッシュ・ホワイト、バディ・モス、ブラインド・ボーイ・フラーといったレコーディング・アーティストは、地域全体で多くのレコードを売り上げ、ピードモント・スタイルを広めるのことに貢献した。 このスタイルは、1920年代半ばから1940年代半ばまでの約20年間、全米のアフリカ系アメリカ人の聴衆の間で人気を博した。ブラインド・ボーイ・フラーは1940年、「Step It Up and Go」を録音した。

## 第二次世界大戦後
ピードモント・ブルースは、アメリカの黒人ポピュラー音楽の一形態としてであったが、第二次世界大戦後、全米的を通じ人気は衰退していった。しかし1950年代後半には、アメリカのフォーク・ミュージックのリバイバルやフェスティバルで、当初はジョッシュ・ホワイト、レヴランド・ゲイリー・デイヴィス、ブラウニー・マギー、サニー・テリーといった著名なピードモント・ブルースのアーティストによって広く演奏されるようになり、続いてシーファス＆ウィギンズやジョン・ジャクソンといった人々によっても演奏された。
ジョージ・ミッチェル、ピーター・B・ロウリー、ティム・ダフィーといった音楽学者が年老いていくピードモント・ブルース奏者のレコーディングを収集する一方、ステファン・グロスマン、ロイ・ブック・バインダー、ヨーマ・コーコネン、ポール・ジェレミア、ケブ・モ、マイケル・ローチ、サミュエル・ジェイムズ、エリック・ビブ、ライ・クーダー、デヴィッド・ブロムバーグ、ガイ・デイヴィスなどの次の世代のミュージシャンたちがピードモントの伝統を引き継ぎ、しばしば古いピードモントの巨匠たちに「師事」した。ピードモント・ブルースのフィンガーピッキング・スタイルのギター演奏は、ドク・ワトソンやラルフ・マクテルといったフォーク・ミュージシャンやポップ・ミュージシャンにも影響を与えている。アーロ・ガスリーは、「アリスのレストラン」におけるモノローグで、延々とピードモント・スタイルのギターをバッキングに使ったことで知られている。これは長時間繰り返し演奏しやすいためであった。

## 文化保存の取り組み
ノースカロライナ州の文化団体は、ピードモント・ブルースの保存を支援してきた。グリーンズボロに拠点を置くピードモント・ブルース保存協会は、マックス・ドレイクをはじめとするミュージシャンやノースカロライナ州の多くの公立学校と提携し、公演、展示会、教育プログラムを提供している。